# Savage (песня)
«Savage» — песня американской рэперши Megan Thee Stallion. Она была выпущена 6 марта 2020 года как часть ее EP Suga, а позднее 7 апреля был отправлен на 40 Contemporary hit radio лейблами 1501 Certified Entertainment и 300 Entertainment как третий сингл с EP. Песня стала популярной в приложении TikTok, в котором люди выкладывали свои видеоролики с танцем из Lyric Video «Savage». 29 апреля состоялся релиз ремикса на песню с участием Бейонсе, благодаря которому сингл смог возглавить американский чарт песен Billboard Hot 100.

## Композиция
Кэндис Макдаффи из Consequence of Sound отметила, что в песне Меган «рисует себя как „Мона Лиза из гетто“, выделяя свою сложность». Согласно Аарону МакКреллу из HipHopDX, Меган показывает в песне огромную смелость, которая работает ей на пользу, когда она «хирургически точно наносит грозный удар по подчиненному J. White Did It и успевает находить время для крутых насмешек вроде: 'Мне нужна швабра, чтобы вымыть пол, слишком много слез'». Джессика МакКинни из Complex сказала, что ритм «напоминает ностальгические хип-хоп клипы, снятые в Майами-Бич, и их припев является эмоциональным, что идеально подходит для танцев».

## Мнение критиков
Consequence of Sound назвал «Savage» одним из важнейших треков в альбоме Suga. Джессика МакКинни из Complex также назвала сингл «выдающимся треком» из мини-альбома.

## Чарты
| Чарт (2020)                                | Лучшая позиция |
| ------------------------------------------ | -------------- |
| Австралия (ARIA)                           | 4              |
| Австрия (Ö3 Austria Top 40)                | 23             |
| Бельгия/Фландрия (Ultratip Bubbling Under) | 35             |
| Бельгия/Валлония (Ultratop 50)             | 50             |
| Канада (Billboard Canadian Hot 100)        | 16             |
| Чехия (Singles Digitál Top 100)            | 20             |
| Дания (Tracklisten)                        | 16             |
| Эстония (Eesti Tipp-40)                    | 15             |
| Франция (SNEP)                             | 26             |
| Германия (GfK)                             | 33             |
| Венгрия (Stream Top 40)                    | 8              |
| Ирландия (IRMA)                            | 3              |
| Италия (FIMI)                              | 42             |
| Латвия (Latvijas Top 40)                   | 36             |
| Литва (AGATA)                              | 16             |
| Нидерланды (Single Top 100)                | 67             |
| Новая Зеландия (Recorded Music NZ)         | 12             |
| Португалия (AFP)                           | 9              |
| Шотландия (OCC Scotland)                   | 33             |
| Сингапур (RIAS)                            | 26             |
| Словакия (Singles Digitál Top 100)         | 20             |
| Швеция (Sverigetopplistan)                 | 16             |
| Швейцария (Schweizer Hitparade)            | 18             |
| Великобритания (OCC UK Singles)            | 3              |
| Великобритания (OCC UK Hip Hop/R&B)        | 14             |
| США (Billboard Hot 100)                    | 2              |
| США (Billboard Hot R&B/Hip-Hop Songs)      | 2              |
| США (Billboard Pop Airplay)                | 27             |
| США (Billboard Rhythmic)                   | 2              |
| США Rolling Stone Top 100                  | 1              |

## Сертификация
| Регион                                                                      | Сертификация  | Продажи   |
| --------------------------------------------------------------------------- | ------------- | --------- |
| Бельгия (BEA)                                                               | Золотой       | 20 000    |
| Бразилия (ABPD)                                                             | Платиновый    | 40 000    |
| Франция (SNEP)                                                              | Золотой       | 100 000   |
| Италия (FIMI)                                                               | Золотой       | 35 000    |
| Новая Зеландия (RMNZ)                                                       | 2× Платиновый | 60 000    |
| Польша (ZPAV)                                                               | Платиновый    | 50 000    |
| Португалия (AFP)                                                            | Золотой       | 5000      |
| Великобритания (BPI)                                                        | Платиновый    | 600 000   |
| США (RIAA)                                                                  | 5× Платиновый | 5 000 000 |
| Данные о продажах + прослушиваниях приведены только на основе сертификации. |               |           |

## Ремикс при участии Бейонсе
29 апреля 2020 года состоялся релиз ремикса на песню при участии Бейонсе. Все вырученные средства от трека поступят в благотворительный фонд «Bread of Life» в Хьюстоне, оказывающий помощь во время вспышки COVID-19, предоставляя еженедельно более 14 тонн продовольствия и предметов первой необходимости 500 семьям и 100 пожилым людям. Ремикс был включён в дебютный студийный альбом Меган Good News.
На прошедшей 14 марта 2021 года 63-й ежегодной церемонии вручения наград «Грэмми» ремикс «Savage» при участии Бейонсе был удостоен двух премий «Грэмми» в категориях «Лучшее рэп-исполнение» и «Лучшая рэп-песня».

### Чарты
| Чарт (2020)                                | Лучшая позиция |
| ------------------------------------------ | -------------- |
| Аргентина (Argentina Hot 100)              | 84             |
| Бельгия/Фландрия (Ultratop 50)             | 35             |
| Канада (Billboard Canadian Hot 100)        | 9              |
| Европа (Billboard Euro Digital Song Sales) | 20             |
| Италия (FIMI)                              | 28             |
| Литва (AGATA)                              | 18             |
| Нидерланды (Single Top 100)                | 28             |
| Новая Зеландия (Recorded Music NZ)         | 2              |
| Норвегия (VG-lista)                        | 17             |
| Португалия (AFP)                           | 25             |
| Сингапур (RIAS)                            | 28             |
| США (Billboard Hot 100)                    | 2              |
| США (Billboard Hot R&B/Hip-Hop Songs)      | 2              |
| США (Billboard Hot Rap Songs)              | 1              |
| США (Billboard Pop Airplay)                | 29             |
| США (Billboard Rhythmic)                   | 3              |
| США Rolling Stone Top 100                  | 1              |

### Сертификация
| Регион                                                                      | Сертификация  | Продажи |
| --------------------------------------------------------------------------- | ------------- | ------- |
| Бразилия (ABPD)                                                             | 2× Платиновый | 80 000  |
| Канада (Music Canada)                                                       | 5× Платиновый | 400 000 |
| Дания (IFPI Danmark)                                                        | Золотой       | 45 000  |
| Новая Зеландия (RMNZ)                                                       | Платиновый    | 30 000  |
| Норвегия (IFPI Norway)                                                      | Золотой       | 30 000  |
| Данные о продажах + прослушиваниях приведены только на основе сертификации. |               |         |